# Carry On Wayward Son
Carry On Wayward Son ist ein Lied der US-amerikanischen Rockband Kansas aus ihrem vierten Studioalbum Leftoverture.

## Hintergrund
Der Song wurde von Kerry Livgren, dem Gitarristen der Band, geschrieben. Zuvor hatte die Band drei Alben veröffentlicht, der große Erfolg blieb ihnen allerdings verwehrt. Don Kirshner, der die Band zuvor unter Vertrag genommen hatte, gab der Band mit dem vierten Album eine letzte Chance. Zu dieser Zeit war Kansas lediglich für ihre Alben bekannt, es fehlte jedoch eine Single, die im Radio gespielt werden könnte. Carry On Wayward Son wurde als letzter Song zum Album hinzugefügt, nachdem Livgren das Stück den anderen Bandmitgliedern vorgetragen hatte, welche sich begeistert zeigten. Der Song wurde schließlich als Opener des vierten Studioalbums Leftoverture verwendet und im November 1976 als Single veröffentlicht.

## Inhalt
Autor Kerry Livgren beschreibt Carry On Wayward Son als einen autobiografischen Song über die spirituelle Suche nach einem Sinn und nach der Wahrheit. Der Text ermutigte ihn, die Suche fortzusetzen und nicht aufzugeben. Der Song schließt inhaltlich an The Pinnacle, den letzten Titel des Vorgängeralbums Masque, an und enthält Anspielungen auf das biblische Gleichnis des verlorenen Sohnes. Der Song wird dem Progressive Rock zugeordnet und beginnt mit dem a cappella gesungenen Refrain.
| „Carry on my wayward son. There’ll be peace when you are done. Lay your weary head to rest. Don’t you cry no more.“ – Refrain, Originalauszug | „Halte durch mein verlorener Sohn. Es wird Frieden geben wenn du fertig bist. Lege deinen erschöpften Kopf zur Ruhe. Weine nicht mehr.“ – Refrain, Übersetzung |

## Rezeption
VH1 listete Carry On Wayward Son 2009 auf Platz 96 der Top 100 Hard Rock Songs. Der Song ist auf den meisten Kompilationen und Livealben der Band vertreten. In der Serie Supernatural leitet der Song jedes Staffelfinale ein und entwickelte sich dadurch bei den Fans zu einer inoffiziellen Hymne. Das Stück zählt neben Dust in the Wind zu den bekanntesten und erfolgreichsten Songs der Band.
Eine sehr eng an das Original angelehnte Interpretation von Carry On Wayward Son veröffentlichte die US-amerikanische Thrash-Metal-Band Anthrax als Bonustrack Carry On auf ihrem 2016 erschienenen Limited Edition Box Set Vinyl-Album For All Kings und 2017 als 12" Maxisingle, dessen Plattenhülle ebenso das Coverart des Albums Leftoverture parodiert.
Seit Herbst 2022 wird das Lied als Einzugsmusik für das Wrestling-Stable The Elite (Kenny Omega & die Young Bucks Matt und Nick Jackson) verwendet.

## Kommerzieller Erfolg

### Chartplatzierungen
Carry On Wayward Son war der erste Hit von Kansas in den Billboard Hot 100 und erreichte im April 1977 mit Platz 11 seine höchste Position. In den britischen Charts erreichte die Single Platz 51 und war die einzige Single der Band, die sich in diesen Charts platzierte. Zugleich wurde auch das Album Leftoverture in Amerika zum Erfolg und verkaufte sich alleine in den USA über vier Millionen Mal.
| ChartsChartplatzierungen       | Höchstplatzierung | Wochen |
| ------------------------------ | ----------------- | ------ |
| Vereinigte Staaten (Billboard) | 11 (20 Wo.)       | 20     |
| Vereinigtes Königreich (OCC)   | 51 (7 Wo.)        | 7      |

| ChartsJahrescharts (1977)      | Platzierung |
| ------------------------------ | ----------- |
| Vereinigte Staaten (Billboard) | 58          |

### Auszeichnungen für Musikverkäufe
In den Vereinigten Staaten wurde Carry On Wayward Son 1990 mit einer Goldenen Schallplatte ausgezeichnet, 2019 wurde der Song mit Vierfachplatin ausgezeichnet. Im Vereinigten Königreich wurde die Single 2023 mit Platin ausgezeichnet.
| Land/Region                  | Auszeichnungen für Musikverkäufe (Land/Region, Auszeichnung, Verkäufe) | Verkäufe  |
| ---------------------------- | ---------------------------------------------------------------------- | --------- |
| Dänemark (IFPI)              | Gold                                                                   | 45.000    |
| Deutschland (BVMI)           | Gold                                                                   | 250.000   |
| Neuseeland (RMNZ)            | 2× Platin                                                              | 60.000    |
| Vereinigte Staaten (RIAA)    | 4× Platin                                                              | 4.000.000 |
| Vereinigtes Königreich (BPI) | Platin                                                                 | 600.000   |
| Insgesamt                    | 2× Gold · 7× Platin ·                                                  | 4.955.000 |